# Estadio Artemio Franchi (Florencia)
No confundir con el Estadio Artemio Franchi (Siena).
El Estadio Comunal Artemio Franchi (en italiano, Stadio Comunale Artemio Franchi) es un estadio de fútbol situado en la ciudad italiana de Florencia, capital de la Toscana. En él disputa sus encuentros como local la Fiorentina. En ocasiones ha albergado partidos de la Selección italiana de rugby. El estadio, con capacidad para 47 300 espectadores, ha albergado encuentros de la Copa Mundial de Fútbol de 1934, del torneo de fútbol de los Juegos Olímpicos de 1960 y de la Eurocopa de 1968. También fue designado por la FIFA como una de las sedes del Mundial de Italia de 1990, por lo que fue reformado y se añadió una pista de atletismo.
Actualmente el estadio está siendo sometido a un proceso de remodelación. Las obras comenzaron en 2024 y están avanzando con el objetivo de modernizar el estadio, manteniendo elementos históricos como la Torre Maratona, las escaleras helicoidales y el techo en voladizo, eliminando por completo la pista de atletismo.
El proyecto, que busca cumplir con los requisitos de la UEFA para la Eurocopa 2032, incluye refuerzos estructurales, nuevas gradas, instalación de un techo moderno, y mejoras en las instalaciones para espectadores, como asientos nuevos y áreas de hospitalidad. La finalización de la primera fase está prevista para octubre de 2026, aunque el cronograma completo podría extenderse hasta 2028 o incluso 2029 debido a ajustes que permiten a la Fiorentina seguir jugando en el estadio durante las obras.

## Historia
Fue construido con el nombre de "Stadio Giovanni Berta" en honor a un joven mártir fascista florentino, después de la guerra fue rebautizado como "Stadio Comunale di Firenze". En 1983 nuevamente se le cambia el nombre al recinto por su nombre actual "Stadio Artemio Franchi" en honor del dirigente de la Fiorentina y expresidente de la UEFA, que falleció en un accidente de tráfico en ese año.
Está considerado una obra maestra del racionalismo italiano.

## Avistamientos de ovnis en 1954
El 27 de octubre de 1954, se estaba jugando un partido de reserva entre la Fiorentina y el Pistoiese, rival cercano, en el Stadio Artemio Franchi cuando un grupo de ovnis que viajaban a gran velocidad se detuvo abruptamente sobre el estadio. El estadio quedó en silencio mientras la multitud de alrededor de 10.000 espectadores presenciaba el evento y describía a los ovnis como con forma de cigarro. El avistamiento continuó durante varios minutos, antes de que cayera "brillantina plateada" y cubriera todo el estadio. La sustancia también fue vista cayendo en otro lugar el mismo día, tras lo cual se observaron "bolas brillantes". Se sugirió que la explicación más probable era que la seda de las arañas migratorias en masa se había aglomerado en lo alto de la atmósfera. Esta sugerencia fue sin embargo contradicha por el análisis químico de la sustancia que fue realizado en el Instituto de Análisis Químico de la Universidad de Florencia, que encontró que contenía boro, silicio, calcio y magnesio, lo que según el escritor científico Philip Ball, no parecía coincidir con la teoría de la araña: El magnesio y el calcio son elementos bastante comunes en los cuerpos vivos, el boro y el silicio mucho menos, pero si estos eran los elementos principales que contenía la pelusa blanca, no me suena como si vinieran de las arañas.

## Eventos

### Eurocopa de Fútbol de 1968
| 5 de junio de 1968, 21:15 | Yugoslavia | 1:0 (0:0) | Inglaterra | Stadio Comunale, Florencia                                                        |                                                                                   |
|                           | Dzajic 86' |           |            | Asistencia: 21.800 espectadores Árbitro(s): José María Ortiz de Mendibil (España) | Asistencia: 21.800 espectadores Árbitro(s): José María Ortiz de Mendibil (España) |

### Copa Mundial de Fútbol de 1934
Primera Fase
| 27 de mayo de 1934 | Alemania                                       | 5:2 (1:2) | Bélgica           |                                                                      |                                                                      |
|                    | Kobierski 18' Siffling 56' Conen 73', 77', 88' |           | Voorhoof 24', 35' | Asistencia: 8.000 espectadores Árbitro(s): Francesco Mattea (Italia) | Asistencia: 8.000 espectadores Árbitro(s): Francesco Mattea (Italia) |

Cuartos de final
| 31 de mayo de 1934 | Italia      | 1:1 (1:1, 1:1) (t. s.) | España    |                                                                |                                                                |
|                    | Ferrari 45' |                        | Corso 31' | Asistencia: 35.000 espectadores Árbitro(s): Luis Baert (Suiza) | Asistencia: 35.000 espectadores Árbitro(s): Luis Baert (Suiza) |

| 1 de junio de 1934 | Italia     | 1:0 (1:0) | España |                                                                 |                                                                 |
|                    | Meazza 12' |           |        | Asistencia: 43.000 espectadores Árbitro(s): Rene Mercet (Suiza) | Asistencia: 43.000 espectadores Árbitro(s): Rene Mercet (Suiza) |

### Copa Mundial de Fútbol de 1990
Primera Fase
| 9 de junio de 1990 | Estados Unidos | 1:5 (0:2) | República Checa                                     |                                                                         |                                                                         |
|                    | Caligiuri 61'  |           | Skuhravy 25', 78' Bilek(p) 39' Hasek 50' Luhový 90' | Asistencia: 33.266 espectadores Árbitro(s): Kurt Roethlisberger (Suiza) | Asistencia: 33.266 espectadores Árbitro(s): Kurt Roethlisberger (Suiza) |

| 15 de junio de 1990 | República Checa | 1:0 (1:0) | Austria |                                                                    |                                                                    |
|                     | Bilek (p) 30'   |           |         | Asistencia: 38.962 espectadores Árbitro(s): George Smith (Escocia) | Asistencia: 38.962 espectadores Árbitro(s): George Smith (Escocia) |

| 19 de junio de 1990 | Austria             | 2:1 (0:0) | Estados Unidos |                                                                     |                                                                     |
|                     | Ogris 49' Rodax 63' |           | Murray 83'     | Asistencia: 34.857 espectadores Árbitro(s): Jamal Al Sharif (Siria) | Asistencia: 34.857 espectadores Árbitro(s): Jamal Al Sharif (Siria) |

Cuartos de final
| 30 de junio de 1990, 17:00 | Yugoslavia | 0:0 (t. s.) | Argentina |                                                                        |  |
|                            |            |             |           | Asistencia: 38.971 espectadores Árbitro(s): Kurt Röthlisberger (Suiza) |  |

| Tiros desde el punto penal |  |     |  |            |
| Stojković                  |  | 0:1 |  | Serrizuela |
| Prosinečki                 |  | 1:2 |  | Burruchaga |
| Savićević                  |  | 2:2 |  | Maradona   |
| Brnović                    |  | 2:2 |  | Troglio    |
| Hadžibegić                 |  | 2:3 |  | Dezotti    |
|                            |  |     |  |            |